# Altmarkkreis Salzwedel
Der Altmarkkreis Salzwedel ist ein Landkreis in Sachsen-Anhalt.

## Geographie
Der Altmarkkreis Salzwedel umfasst den Westen der Landschaft Altmark und liegt im Nordwesten Sachsen-Anhalts als Teil der Norddeutschen Tiefebene. Wichtige Gewässer sind die Flüsse Jeetze und Milde sowie der Arendsee. Im Südosten hat der Kreis einen Anteil an der Colbitz-Letzlinger Heide.
Die Landschaft ist überwiegend in der vorletzten Eiszeit, der Saaleeiszeit, entstanden und gehört damit zum Altmoränenland. Weite Teile des Kreises werden von flachen bis flachwelligen Grundmoränenflächen dominiert. Große Teile der tief liegenden Grundmoränen wurden von Urstromtalungen verschüttet und bilden nahezu tischebene Gebiete, die heute meist vermoort sind. Die heutigen eher kleinen Flüsse füllen die ausgedehnten Niederungen nur unvollkommen aus. Höhere Bereiche der alten Grundmoränen ragen als inselförmige Platten aus den Niederungen hervor (zum Beispiel Kalbescher Werder). Von der Colbitz-Letzlinger Heide ausgehend zieht sich weiter in nordnordwestlicher Richtung ein Endmoränenzug. Dort befinden sich die höchsten Erhebungen des Landkreises. Die Hellberge bei Zichtau erreichen über 160 m, der „Pistolsche Berg“ bei Bonese 121 m ü. NN. Die Landnutzung ist abwechslungsreich und besteht zu jeweils etwa einem Drittel aus Wald, Wiesen und Ackerflächen.
Der Altmarkkreis Salzwedel ist der am dünnsten besiedelte Kreis in Sachsen-Anhalt und der am zweitdünnsten besiedelte Kreis in Deutschland. Dünner besiedelt ist lediglich der Landkreis Prignitz in Brandenburg.
Nachbarkreise sind im Norden der niedersächsische Landkreis Lüchow-Dannenberg, im Osten der Landkreis Stendal, im Süden der Landkreis Börde, im Westen der niedersächsische Landkreis Gifhorn und im Nordwesten der ebenfalls niedersächsische Landkreis Uelzen.

## Geschichte
Der Altmarkkreis Salzwedel ist bei der Kreisreform 1994 aus den ehemaligen Landkreisen Salzwedel, Klötze und Gardelegen sowie eines Teils des Landkreises Osterburg hervorgegangen. Dabei wurden die Orte Oebisfelde (Landkreis Klötze) und Calvörde (Landkreis Gardelegen) Teil des damaligen Ohrekreises. Der Altmarkkreis Salzwedel blieb bei der Kreisreform 2007 unverändert.
Das heutige Kreisgebiet wurde im Frühjahr 1945 zum Endpunkt mehrerer Räumungstransporte und Todesmärsche aus nationalsozialistischen Konzentrationslagern in Nord- und Mitteldeutschland. An sie erinnert heute die international wahrgenommene Gedenkstätte Feldscheune Isenschnibbe Gardelegen in Gardelegen.
In Salzwedel befindet sich das Johann-Friedrich-Danneil-Museum, benannt nach dem ersten Altertumsforscher der Altmark. Eine Außenstelle des Museums ist die Langobardenwerkstatt in Zethlingen. Zusammen mit dem Freilichtmuseum Diesdorf im Westen des Altmarkkreises bilden diese die Gemeinschaft Museen im Altmarkkreis Salzwedel.

## Bevölkerung
| Jahr | Einwohner |
| ---- | --------- |
| 2007 | 93.323    |
| 2010 | 89.512    |
| 2015 | 86.164    |
| 2020 | 82.687    |
| 2021 | 81.986    |
| 2022 | 82.457    |
| 2023 | 81.851    |

Stand: 31. Dezember des jeweiligen Jahres

## Politik

### Kreistag
Das rechts dargestellte Ergebnis der Kreistagswahl am 9. Juni 2024 führte zu folgender Verteilung der Sitze im Kreistag:
- DIE LINKE.: 4
- SPD: 7
- GRÜNE: 2
- FDP: 1
- FL: 6
- CDU: 11
- AfD: 11

Ergebnisse vergangener Kommunalwahlen
| Parteien und Wählergemeinschaften | Parteien und Wählergemeinschaften           | Prozent 2024 | Sitze 2024 | Prozent 2019 | Sitze 2019 | Prozent 2014 | Sitze 2014 | Prozent 2009 | Sitze 2009 | Prozent 2004 | Sitze 2004 | Prozent 1999 | Sitze 1999 | Prozent 1994 |
| AfD                               | Alternative für Deutschland                 | 27,1         | 11         | 14,7         | 6          | –            | –          | –            | –          | –            | –          | –            | –          | –            |
| CDU                               | Christlich Demokratische Union Deutschlands | 25,3         | 11         | 26,8         | 11         | 39,0         | 16         | 39,1         | 16         | 44,0         | 18         | 41,0         | 20         | 33,3         |
| SPD                               | Sozialdemokratische Partei Deutschlands     | 17,6         | 7          | 15,4         | 7          | 20,1         | 9          | 22,7         | 10         | 22,3         | 9          | 30,1         | 14         | 29,3         |
| FL                                | Freie Liste (Sachsen-Anhalt)                | 14,8         | 6          | 11,7         | 5          | 8,5          | 4          | 5,9          | 2          | 3,3          | 1          | –            | –          | –            |
| LINKE                             | Die Linke                                   | 9,1          | 4          | 17,8         | 8          | 22,1         | 9          | 18,7         | 8          | 18,8         | 8          | 17,4         | 8          | 17,3         |
| GRÜNE                             | Bündnis 90/Die Grünen                       | 3,4          | 2          | 7,8          | 3          | 5,4          | 2          | 2,3          | 1          | 1,5          | 1          | 2,1          | 1          | 6,2          |
| FDP                               | Freie Demokratische Partei                  | 2,7          | 1          | 5,7          | 2          | 4,5          | 2          | 11,2         | 5          | 8,9          | 4          | 3,6          | 2          | 7,5          |
| PIRATEN                           | Piratenpartei Deutschland                   | –            | –          | –            | –          | 0,3          | –          | –            | –          | –            | –          | –            | –          | –            |
| WG A-D                            | Wählergruppe ALTMARK-DEMOKRATEN             | –            | –          | –            | –          | –            | –          | –            | –          | –            | –          | 3,1          | 2          | 2,4          |
| WG DRÖ                            | Wählergruppe Drömling                       | –            | –          | –            | –          | –            | –          | –            | –          | –            | –          | 2,4          | 1          | –            |
| future!                           | future! – Die junge Alternative             | –            | –          | –            | –          | –            | –          | –            | –          | –            | –          | 0,2          | –          | –            |
| Sonstige                          | Sonstige                                    | –            | –          | –            | –          | –            | –          | –            | –          | –            | –          | –            | –          | 0,6          |
| EB                                | Einzelbewerber                              | –            | –          | –            | –          | –            | –          | –            | –          | 1,1          | 1          | 0,3          | –          | 1,4          |
| Gesamt                            | Gesamt                                      | 100          | 42         | 100          | 42         | 100          | 42         | 100          | 42         | 100          | 42         | 100          | 48         | 100          |
| Wahlbeteiligung in Prozent        | Wahlbeteiligung in Prozent                  | 63,1 %       | 63,1 %     | 55,4 %       | 55,4 %     | 45,4 %       | 45,4 %     | 43,0 %       | 43,0 %     | 45,5 %       | 45,5 %     | 53,8 %       | 53,8 %     | 70,2 %       |

- DIE LINKE ist bis 2004 als PDS angetreten.
- EB: Einzelbewerber: 2004–2009: Klaus Ewertowski, 1999: Olaf Ollendorf, 1994: k. A.
- Für die Wahl 1994 liegt keine Sitzverteilung vor.

Im Kreistag haben sich folgende Fraktionen gebildet: CDU/FDP (13 Mitglieder), DIE LINKE. (8 Mitglieder), SPD (7 Mitglieder), AfD (6 Mitglieder), FL (5 Mitglieder), GRÜNE (3 Mitglieder).

### Landräte
- 1994–2008: Hans-Jürgen Ostermann (SPD)
- 2008–2022: Michael Ziche (CDU)
- seit 2022: Steve Kanitz (SPD)

### Wappen
| | Blasonierung: „Gespalten und halbgeteilt von Silber, Gold und Blau; vorn am Spalt ein roter Adler mit goldener Bewehrung, hinten oben ein aufgerichteter blauer Löwe mit roter Zunge und Bewehrung, hinten unten ein goldener vorheraldischer ankerkreuzförmiger Beschlag.“ |
| Wappenbegründung: Die Farben des Landkreises sind Blau - Gelb (Gold). Der rote brandenburgische Adler symbolisiert die jahrhundertealte Zugehörigkeit der Altmark zur Mark Brandenburg, von der sie 1807 durch Zuordnung zum Königreiche Westphalen und 1816 zur neugebildeten preußischen Provinz Sachsen abgetrennt wurde. Der Lüneburger Löwe in Gold weist auf die ehemalige Zugehörigkeit des Amtes Klötze zu Braunschweig-Lüneburg hin. 1815 wurde das Amt an Preußen abgetreten und der Provinz Sachsen zugeordnet. Der vorheraldische ankerkreuzförmige Beschlag wurde dem von Albrecht dem Bären in seinen Siegeln verwandten Schild entnommen; er soll an die Bedeutung Albrechts für die Altmark erinnern. Das Wappen wurde am 24. November 1994 durch das Ministerium des Innern genehmigt. | |

Die Wappen der Verwaltungsgemeinschaften, Städte und Gemeinden des Landkreises findet man in der Liste der Wappen im Altmarkkreis Salzwedel.

### Flagge
Die Flagge wurde am 8. Januar 1996 durch das Ministerium des Innern genehmigt.
Die Flagge ist blau - gelb (1:1) längsgestreift mit dem aufgelegten Landkreiswappen.

## Wirtschaft und Infrastruktur

### Wirtschaft
Der Altmarkkreis Salzwedel gehört zu den strukturschwächeren Landkreisen in Sachsen-Anhalt. Kleine und mittlere Betriebe aus dem Handwerk und Dienstleistungsgewerbe bilden das Rückgrat der Wirtschaft. Im Luftkurort Arendsee (Altmark) trägt das Gastgewerbe einen bedeutenden Teil zur Wertschöpfung bei. Neben der traditionell starken Land- und Forstwirtschaft prägen auch Unternehmen des verarbeitenden Gewerbes die Wirtschaftsstruktur. Internationale Großbetriebe der Gummi- und Kunststoffwarenherstellung sowie Automobilzulieferer und Produzenten von Glas und Holzwerkstoffen fügen sich ebenso ins Bild wie mittelständische Unternehmen der Metallverarbeitung und der Lebensmittelwirtschaft.
Im Zukunftsatlas 2019 wird der Landkreis auf Platz 400 von 401 deutschen Kommunen gelistet.

### Verkehr

#### Straße
Bundesstraßen sind in Nord-Süd-Richtung die B 71 und die B 248, in Ost-West-Richtung die B 188 und die B 190. Geplant ist der Bau einer Altmark-Autobahn (A14) von Magdeburg nach Schwerin über Stendal und Osterburg (Altmark), die direkt östlich der Kreisgrenze verlaufen soll, und der Ausbau der Bundesstraße 190 zur Bundesstraße 190n. Weiterhin wird die Bundesautobahn 39 (Relation Lüneburg-Wolfsburg-Braunschweig) im benachbarten Landkreis Gifhorn errichtet und über die B 190n mit dem Landkreis erschlossen.

#### Schiene
Diese Gegend erhielt erst recht spät Eisenbahnverbindungen. Die Magdeburg-Halberstädter Eisenbahngesellschaft erreichte 1870 von Stendal her die heutige Kreisstadt, von der es 1873 in Richtung Uelzen weiterging. Inzwischen war im Jahre 1871 auch Gardelegen an die Strecke Stendal–Hannover angeschlossen worden.
Um die Wende zum zwanzigsten Jahrhundert entwickelte sich Salzwedel zu einem wichtigen Bahnknoten. Eine Nord-Süd-Strecke der Preußischen Staatsbahn, die Dannenberg mit Oebisfelde verband, kreuzte hier die Fernbahn Berlin–Bremen; der Südteil über Beetzendorf–Klötze nach Oebisfelde wurde 1889 eröffnet, der Nordteil über Lüchow nach Dannenberg folgte 1891.
Auch zwei schmalspurige Kleinbahnen gingen von Salzwedel Neustadt aus. Die Züge der Salzwedeler Kleinbahnen GmbH fuhren seit 1900–1902 nach Diesdorf und die der Salzwedeler Kleinbahn-Gesellschaft Südost GmbH nach Winterfeld. Nach ihrer Vereinigung im Jahre 1921 folgte fünf Jahre später der Umbau auf Normalspur.
In Winterfeld fand diese Kleinbahn Anschluss an die 1899 eröffnete, von Ost nach West führende Strecke der Kleinbahn AG Bismark-Calbe-Beetzendorf. Nach ihrer Verlängerung bis Diesdorf im Jahre 1903 war auch dort der Endpunkt einer Salzwedeler Schmalspurbahn erreicht. Die Linie führte ab 1909 bis Wittingen weiter und erhielt 1911 eine Abzweigung von Rohrberg nach Zasenbeck, beide Endpunkte in der Provinz Hannover gelegen.
Der Name des Unternehmens war mehrfach geändert worden und lautete nach Fusion mit der 1904 eröffneten Kleinbahn AG Gardelegen-Calbe seit 1908 Kleinbahn AG Bismark-Gardelegen-Wittingen.
Die älteste Kleinbahn im Kreis war die Altmärkische Kleinbahn-GmbH die zwischen 1897 und 1901 von Klötze über Groß Engersen–Lindstedt in Richtung Vinzelberg an der Hauptbahn Magdeburg–Oebisfelde gebaut wurde.
Sie besaß bis 1921/22 die Spurweite 750 mm, wurde dann zur Hälfte umgespurt, jedoch östlich Groß Engersen stillgelegt. 1927 kam es zur Vereinigung mit der Kleinbahn AG Bismark-Gardelegen-Wittingen, die fortan als Altmärkische Kleinbahn AG firmierte.
Weitere Teilstrecken von Kleinbahnen erreichten das Kreisgebiet:
- 1908 die Kleinbahn AG Stendal-Arendsee,
- 1911 die Kleinbahn AG Gardelegen-Neuhaldensleben und
- 1914 die Kleinbahn AG Osterburg-Pretzier.

Die Eröffnung der Bahnstrecke Salzwedel–Geestgottberg durch die Deutsche Reichsbahn bildete 1922 das Ende des Bahnbaus im Kreis. Zu dieser Zeit fanden auch schon erste Stilllegungen statt. Trotzdem erreichte das Eisenbahnnetz einen Höchststand von über 400 km Strecken. Davon wurden rund drei Viertel inzwischen eingestellt:
| 1921 | Faulenhorst–Groß Engersen–Vinzelberg        | 30 km (Spurweite 750 mm) |
| 1926 | Jeggeleben–Winterfeld                       | 4 km (Spurweite 1000 mm) |
| 1945 | Salzwedel–Bürgerholz–Wustrow                | 06 km                    |
| 1945 | Diesdorf–Waddekath-Rade–Wittingen           | 06 km                    |
| 1945 | Hanum–Zasenbeck                             | 01 km                    |
| 1951 | Letzlingen–Roxförde–Haldensleben            | 06 km                    |
| 1961 | Rohrberg–Hanum                              | 14 km                    |
| 1967 | Wernstedt–Groß Engersen–Gardelegen          | 17 km                    |
| 1968 | Kleinau–Deutsch Pretzier                    | 17 km                    |
| 1970 | Kalbe–Wernstedt                             | 04 km                    |
| 1970 | Wernstedt–Faulenhorst–Klötze                | 18 km                    |
| 1971 | Gardelegen–Letzlingen                       | 13 km                    |
| 1973 | Beetzendorf–Diesdorf                        | 17 km                    |
| 1975 | Osterburg–Kleinau                           | 22 km                    |
| 1978 | Stendal–Neulingen–Arendsee                  | 07 km                    |
| 1980 | Salzwedel Altperver Tor–Jeggeleben–Badel    | 18 km                    |
| 1991 | Kalbe–Badel–Winterfeld–Beetzendorf          | 27 km                    |
| 1993 | Dähre–Bonese–Diesdorf                       | 14 km                    |
| 1995 | Salzwedel–Dähre                             | 22 km                    |
| 2001 | Hohenwulsch–Neuendorf-Karritz–Kalbe (Milde) | 16 km                    |
| 2002 | Oebisfelde–Kunrau–Beetzendorf–Salzwedel     | 46 km                    |

Wichtige Eisenbahnstrecken sind heute:
- Die Bahnstrecke Berlin–Lehrte von Hannover nach Berlin (über Gardelegen)
- Die durch die Altmark verlaufende Bahnstrecke Stendal–Uelzen (heute weiter nach Magdeburg)

## Schutzgebiete
Im Landkreis befinden sich neun ausgewiesene Naturschutzgebiete (Stand Februar 2017).

## Gemeinden

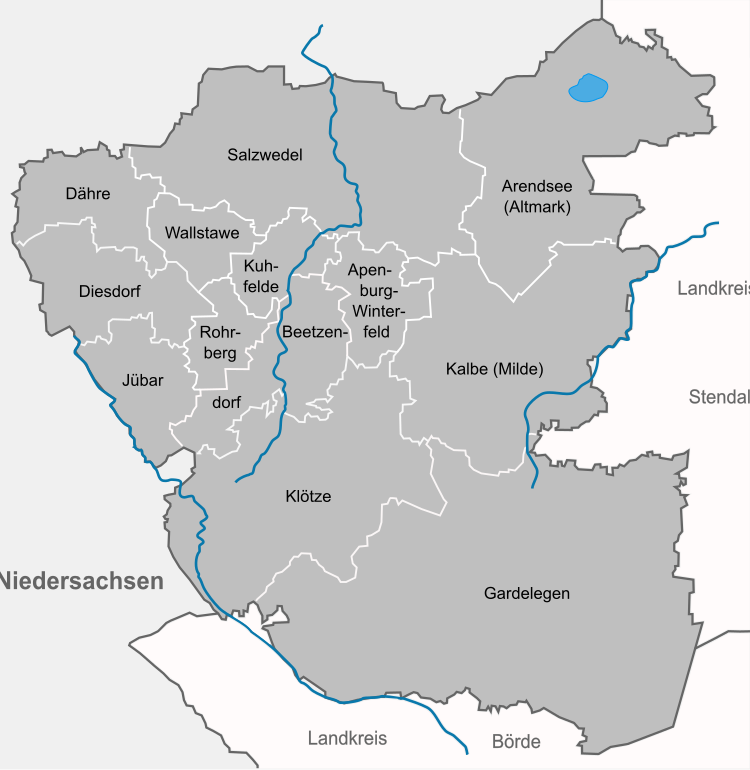
Gemeinden des Altmarkkreises Salzwedel

Einheitsgemeinden
(Städte sind fett hervorgehoben)
(* Sitz des Landkreises)
| Wappen | Gemeinde               | Einwohner (31. Dezember 2023) | Fläche in km² |
| ------ | ---------------------- | ----------------------------- | ------------- |
|        | Arendsee (Altmark)     | 6321                          | 269,69        |
|        | Hansestadt Gardelegen  | 21.964                        | 633,16        |
|        | Kalbe (Milde)          | 7089                          | 272,84        |
|        | Klötze                 | 9794                          | 278,44        |
|        | Hansestadt Salzwedel * | 23.131                        | 304,58        |

Verbandsgemeinden mit ihren Mitgliedsgemeinden
(* Sitz der Verbandsgemeinde)
| Wappen          | Mitgliedsgemeinde           | Einwohner (31. Dezember 2023) | Fläche in km² |
| --------------- | --------------------------- | ----------------------------- | ------------- |
|                 | Flecken Apenburg-Winterfeld | 1683                          | 59,31         |
|                 | Beetzendorf *               | 2962                          | 97,98         |
|                 | Dähre                       | 1332                          | 78,73         |
|                 | Flecken Diesdorf            | 2120                          | 100,51        |
|                 | Jübar                       | 1524                          | 70,95         |
| Wappen Kuhfelde | Kuhfelde                    | 1045                          | 45,59         |
|                 | Rohrberg                    | 978                           | 38,28         |
|                 | Wallstawe                   | 837                           | 44,10         |

## Gebietsänderungen
In den Jahren seit 1990 fanden im Gebiet des Altmarkkreises Salzwedel wie im gesamten Land Sachsen-Anhalt umfangreiche Gebietsänderungen statt. Von der Kreisreform Sachsen-Anhalt 2007 blieb der Landkreis allerdings unberührt.
Von den ursprünglich zwölf Verwaltungsgemeinschaften bestanden am 31. Dezember 2008 noch sechs Verwaltungsgemeinschaften. Die Anzahl der Gemeinden verringerte sich von 125 auf 119.

### Verwaltungsgemeinschaften
- Auflösung der Verwaltungsgemeinschaft Salzwedel Stadt, die aus Salzwedel und drei weiteren Gemeinden bestand, die nach Salzwedel eingemeindet wurden (1. Januar 2003)
- Auflösung der Verwaltungsgemeinschaft Mieste und der Verwaltungsgemeinschaft Gardelegen-Land – Bildung der Verwaltungsgemeinschaft Südliche Altmark aus 26 Gemeinden der aufgelösten VGen (1. Januar 2005)
- Auflösung der Verwaltungsgemeinschaft Beetzendorf und der Verwaltungsgemeinschaft Diesdorf-Dähre – Bildung der Verwaltungsgemeinschaft Beetzendorf-Diesdorf aus 25 Gemeinden den aufgelösten VGen (1. Januar 2005)
- Auflösung der Verwaltungsgemeinschaft Kalbe (Milde) und der Verwaltungsgemeinschaft Arendsee/Altmark und Umgebung – Bildung der Verwaltungsgemeinschaft Arendsee-Kalbe aus 23 Gemeinden der aufgelösten VG, darunter vier Gemeinden aus der aufgelösten Verwaltungsgemeinschaft Altmark-Mitte (1. Januar 2005)
- Auflösung der Verwaltungsgemeinschaft Jeetze-Ohre-Drömling – Neubildung der Verwaltungsgemeinschaft Klötze aus 13 Gemeinden der aufgelösten VG, darunter drei Gemeinden aus der ehemals bestehenden Verwaltungsgemeinschaft Klötze (1. Januar 2005)
- Auflösung der Verwaltungsgemeinschaft Gardelegen Stadt – Bildung der Einheitsgemeinde Gardelegen (1. Juli 2009)
- Auflösung der Verwaltungsgemeinschaft Klötze – Eingemeindung der 12 Mitgliedsgemeinden nach Klötze (1. Januar 2010)
- Auflösung der Verwaltungsgemeinschaft Beetzendorf-Diesdorf – Bildung der Verbandsgemeinde Beetzendorf-Diesdorf aus den acht Gemeinden Apenburg-Winterfeld, Beetzendorf, Dähre, Diesdorf, Jübar, Kuhfelde, Rohrberg und Wallstawe (1. Januar 2010)
- Auflösung der Verwaltungsgemeinschaft Arendsee-Kalbe – Bildung der Einheitsgemeinden Arendsee (Altmark) und Kalbe (Milde) (1. Januar 2010)
- Auflösung der Verwaltungsgemeinschaft Salzwedel-Land – Eingemeindung der drei zuletzt verbleibenden Gemeinden nach Kalbe (Milde) (1. Januar 2011)
- Auflösung der Verwaltungsgemeinschaft Südliche Altmark – Eingemeindung der 18 Gemeinden der VG nach Gardelegen (1. Januar 2011)

### Eingemeindungen
- Auflösung der Gemeinde Röwitz – Eingemeindung nach Kusey (1. August 2002)
- Auflösung der Gemeinden Brietz, Dambeck und Mahlsdorf – Eingemeindung nach Salzwedel (1. Januar 2003)
- Auflösung der Gemeinde Gischau – Eingemeindung nach Beetzendorf (1. Januar 2004)
- Auflösung der Gemeinde Stappenbeck – Eingemeindung nach Salzwedel (1. Januar 2005)
- Auflösung der Gemeinde Benkendorf – Eingemeindung nach Salzwedel (1. Januar 2009)
- Auflösung der Gemeinden Altmersleben, Güssefeld, Kahrstedt, Neuendorf am Damm, Wernstedt und Winkelstedt – Eingemeindung nach Kalbe (Milde) (1. Januar 2009)
- Auflösung der Gemeinden Bandau, Jeeben, Hohentramm, Mellin und Tangeln – Eingemeindung nach Beetzendorf (1. Januar 2009)
- Auflösung der Gemeinden Algenstedt, Berge, Hemstedt, Kloster Neuendorf und Schenkenhorst – Eingemeindung nach Gardelegen (1. Juli 2009)
- Auflösung der Gemeinden Brunau, Engersen, Jeetze, Packebusch, Kakerbeck und Vienau – Eingemeindung nach Kalbe (Milde) (1. Januar 2010)
- Auflösung der Gemeinden Chüden, Henningen, Klein Gartz, Langenapel, Liesten, Osterwohle, Pretzier, Riebau, Seebenau und Tylsen – Eingemeindung nach Salzwedel (1. Januar 2010)
- Auflösung der Gemeinden Dönitz, Immekath, Jahrstedt, Kunrau, Kusey, Neuendorf, Neuferchau, Ristedt, Schwiesau, Steimke und Wenze – Eingemeindung nach Klötze (1. Januar 2010)
- Auflösung der Gemeinde Neuekrug – Eingemeindung nach Diesdorf (1. Januar 2010)
- Auflösung der Gemeinden Binde, Höwisch, Kaulitz, Kerkau, Kläden, Kleinau, Leppin, Neulingen, Sanne-Kerkuhn, Schrampe, Thielbeer und Ziemendorf – Eingemeindung nach Arendsee (Altmark) (1. Januar 2010)
- Auflösung der Gemeinden Jeseritz, Potzehne, Roxförde, Wannefeld, Wiepke und Zichtau – Eingemeindung nach Gardelegen (1. Januar 2010)
- Auflösung der Gemeinde Mehmke – Eingemeindung nach Diesdorf (1. September 2010)
- Auflösung der Gemeinden Wieblitz-Eversdorf und Steinitz – Eingemeindung nach Salzwedel (1. Januar 2011)
- Auflösung der Gemeinden Mechau, Vissum, Rademin und Fleetmark – Eingemeindung nach Arendsee (Altmark) (1. Januar 2011)
- Auflösung der Gemeinden Jeggeleben, Badel, und Zethlingen – Eingemeindung nach Kalbe (Milde) (1. Januar 2011)
- Auflösung der Gemeinden Breitenfeld, Dannefeld, Estedt, Hottendorf, Jävenitz, Jeggau, Jerchel, Kassieck, Köckte, Letzlingen, Lindstedt, Mieste, Miesterhorst, Peckfitz, Sachau, Seethen, Sichau und Solpke – Eingemeindung nach Gardelegen (1. Januar 2011)

### Gemeindeneugründungen
- Auflösung der Gemeinden Bonese, Dähre und Lagendorf – Neugründung der Gemeinde Dähre (1. Januar 2009)
- Auflösung der Gemeinden Ahlum, Bierstedt und Rohrberg – Neugründung der Gemeinde Rohrberg (1. Januar 2009)
- Auflösung der Gemeinden Altensalzwedel, Apenburg und Winterfeld – Neugründung des Fleckens Apenburg-Winterfeld (1. Juli 2009)
- Auflösung der Gemeinden Kuhfelde, Püggen und Siedenlangenbeck und Valfitz – Neugründung der Gemeinde Kuhfelde (1. Juli 2009)
- Auflösung der Gemeinden Ellenberg, Gieseritz und Wallstawe – Neugründung der Gemeinde Wallstawe (1. Juli 2009)
- Auflösung der Gemeinden Bornsen, Hanum, Jübar, Lüdelsen und Nettgau – Neugründung der Gemeinde Jübar (1. Januar 2010)

## Kfz-Kennzeichen
Am 1. Juli 1994 wurde dem Landkreis das seit dem 1. Januar 1991 für den Landkreis Salzwedel gültige Unterscheidungszeichen SAW zugewiesen. Es wird durchgängig bis heute ausgegeben.
Bis etwa zum Jahr 2000 erhielten Fahrzeuge aus den Teilkreisen besondere Erkennungsnummern:
| Gebiet               | Buchstaben | Zahlen    |
| -------------------- | ---------- | --------- |
| Teilkreis Salzwedel  | A bis Z    | 1 bis 999 |
| Teilkreis Salzwedel  | AA bis KY  | 1 bis 999 |
| Teilkreis Gardelegen | LA bis TZ  | 1 bis 999 |
| Teilkreis Klötze     | UA bis ZZ  | 1 bis 999 |

Seit dem 29. November 2012 sind in Zusammenhang mit der Kennzeichenliberalisierung zudem die Unterscheidungszeichen GA (Gardelegen) und KLZ (Klötze) erhältlich.